# Fabienne Ficher
Fabienne Ficher (née le 25 avril 1966 à Paris) est une athlète française, spécialiste des épreuves de sprint. 

## Biographie
Elle remporte 5 titres de championne de France en plein air : 4 sur 400 m en 1985, 1987, 1989 et 1998, et un sur 200 m en 1990. Elle s'adjuge également 8 autres titres nationaux en salle, sur 200 m et 400 m, de 1986 à 1998. 
Membre du relais 4 × 100 m français, elle se classe septième des Jeux olympiques de 1988, à Séoul. Elle réalise le doublé 4 × 100 m / 4 × 400 m lors des Jeux méditerranéens de 1991.
Elle détient le record de France junior du 400 m en 52 s 52, ainsi que le record de France en salle du relais 4 × 200 m en compagnie de Patricia Girard, Marie-Christine Cazier et Odiah Sidibé.

### Records
| Épreuve | Performance | Lieu | Date |
| ------- | ----------- | ---- | ---- |
| 100 m   | 11 s 56     |      | 1982 |
| 200 m   | 23 s 19     |      | 1990 |
| 400 m   | 51 s 81     |      | 1988 |